# Apia
Apia é a capital de Samoa e sua única cidade. Ela está localizada na costa norte da ilha de Upolu, a segunda maior ilha do país. Apia está situada dentro do distrito político (itūmālō) de Tuamasaga.
A área urbana de Apia (geralmente conhecida como Cidade de Apia) tem uma população de 37 391 habitantes (censo de 2016). Seus limites geográficos estendem-se aproximadamente desde a aldeia de Letogo até a região mais recente e industrializada de Apia, conhecida como "Vaitele". A cidade também conta com o principal porto de Samoa.

## História
Apia era originalmente uma pequena aldeia (a população em 1800 era de 304 habitantes), de onde a capital do país recebeu o nome. A aldeia de Apia ainda existe dentro da moderna cidade de Apia, que se tornou uma área urbana extensa que engloba muitas aldeias. Como todos os outros assentamentos do país, a aldeia de Apia tem seus próprios matai (líderes) e fa'alupega (genealogia e saudações costumeiras) de acordo com fa'a Sāmoa (Caminho samoano).
A moderna cidade de Apia foi fundada na década de 1850 e é a capital oficial de Samoa desde 1959.

## Cidades irmãs

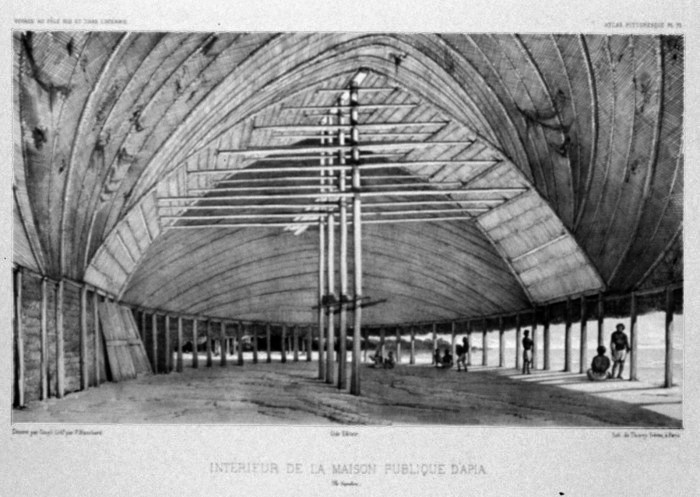
Interior da casa pública de Apia (1842)

- Shenzhen, Cantão, China (2015)[3]
- Compton, Califórnia, Estados Unidos (2010)[4]